# LUKS

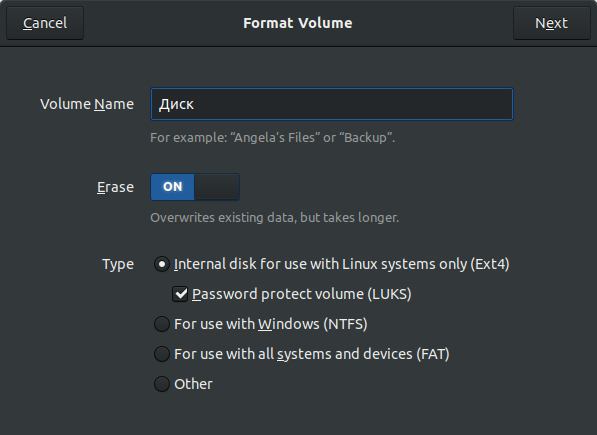
Форматування диска з використанням LUKS у ОС Ubuntu

LUKS (The Linux Unified Key Setup) — це специфікація шифрування дисків, створена Клеменсом Фрювірсом і, в основному, призначена для ОС Linux.
LUKS визначає платформо-незалежний стандарт для використання різними інструментами. Це не тільки покращує сумісність і здатність до взаємодії різного проґрамного забезпечення, а і гарантує те, що ПЗ здійснюють задокументований і безпечний метод керування паролями.
Реалізація LUKS існує у Linux і базується на розширеній версії cryptsetup, використовуючи dm-crypt як обчислювальну машину для дискового шифрування. В Ubuntu зашифрувати диск можна за допомогою системної утиліти gnome-disk-utility, попередньо встановивши пакунок cryptsetup.
У Windows використовується LibreCrypt.